# Anne Boileau
Anne Boileau (* 16. Juli 1975 in Les Sables-d’Olonne) ist eine ehemalige französische Tischtennisnationalspielerin. Sie gewann zehnmal die französische Meisterschaft. Zu ihren Stärken zählte der Aufschlag und der Topspin.

## Nationale Erfolge
Von 1998 bis 2003 wurde sie sechsmal in Folge französische Meisterin im Einzel. Dazu kommen noch ein Titel im Doppel 1999 mit Anne-Sophie Gourin sowie drei Siege im Mixed von 1996 bis 1998 jeweils mit Christophe Legoût.

## Deutschland
1997 wechselte Boileau vom französischen Verein Kremlin-Bicetre in die deutsche Bundesliga zum FC Langweid. Hier sorgte sie für Unmut, als sie 1998 zwar bei den nationalen französischen Meisterschaften antrat und gewann, sich aber bei den deutschen Play-off-Spielen krankmeldete. Langweid wertete dieses Verhalten als vertragswidrig. Wenige Monate später verließ Boileau den Verein in Richtung Montpellier.

## Internationale Erfolge
Boileaus erster internationaler Erfolg war Platz zwei bei der Europameisterschaft der Jugend 1993 hinter Zuzana Poliačková. Von 1995 bis 2000 wurde sie viermal für Weltmeisterschaften nominiert. Bei den Europameisterschaften kam sie 1994 im Doppel mit Sylvie Plaisant ins Halbfinale. 1996 (mit Christophe Legoût), 1998 (mit Nicolas Chatelain) und 2000 (mit Christophe Legoût) erreichte sie im Mixed das Viertelfinale.
1992 qualifizierte sie sich für die Teilnahme an den Olympischen Sommerspielen, wo sie bereits in der ersten Runde sowohl im Einzel als auch im Doppel ausschied.
In der ITTF-Weltrangliste belegte sie 1999 Platz 21, in der europäischen Rangliste gleichzeitig Platz acht.
Nachdem sie 2001 am Handgelenk operiert worden war, beendete sie ihre internationale Laufbahn. Derzeit (2009) spielt sie in der dritten Liga beim Verein TT La Roche sur Yon.

## Privat
Boileau ist verheiratet und hat zwei Kinder. Ihren Lebensunterhalt verdient sie als Immobilienmaklerin.

## Turnierergebnisse
| Verband | Turnier                               | Jahr | Ort             | Land | Einzel        | Doppel        | Mixed         | Team |
| ------- | ------------------------------------- | ---- | --------------- | ---- | ------------- | ------------- | ------------- | ---- |
| FRA     | Europameisterschaft                   | 2000 | Bremen          | GER  | letzte 16     |               | Viertelfinale |      |
| FRA     | Europameisterschaft                   | 1998 | Eindhoven       | NED  | letzte 16     |               | Viertelfinale |      |
| FRA     | Europameisterschaft                   | 1996 | Bratislava      | SVK  |               |               | Viertelfinale |      |
| FRA     | Europameisterschaft                   | 1994 | Birmingham      | ENG  |               | Halbfinale    |               |      |
| FRA     | Jugend-Europameisterschaft (Junioren) | 1993 | Ljubljana       | SVN  | Silber        |               |               |      |
| FRA     | EURO-TOP12                            | 2001 | Wels            | AUT  | 9             |               |               |      |
| FRA     | EURO-TOP12                            | 2000 | Alassio         | ITA  | 11            |               |               |      |
| FRA     | EURO-TOP12                            | 1999 | Split           | HRV  | 11            |               |               |      |
| FRA     | Mittelmeer-Spiele                     | 1997 | Bari Taranto    | ITA  | 3. Platz      |               |               |      |
| FRA     | Olympische Spiele                     | 2000 | Sydney          | AUS  | letzte 32     | keine Teiln.  |               |      |
| FRA     | Pro Tour                              | 2002 | Eindhoven       | NED  | letzte 64     |               |               |      |
| FRA     | Pro Tour                              | 2002 | Kairo           | EGY  | letzte 32     | letzte 16     |               |      |
| FRA     | Pro Tour                              | 2001 | Bayreuth        | GER  | letzte 32     | letzte 32     |               |      |
| FRA     | Pro Tour                              | 2001 | Doha            | QAT  | letzte 16     | letzte 16     |               |      |
| FRA     | Pro Tour                              | 2000 | Toulouse        | FRA  | letzte 16     | Rd 1          |               |      |
| FRA     | Pro Tour                              | 2000 | Fort Lauderdale | USA  | Rd 1          |               |               |      |
| FRA     | Pro Tour                              | 1999 | Lievin          | FRA  | letzte 16     | Viertelfinale |               |      |
| FRA     | Pro Tour                              | 1999 | Linz/Wels       | AUT  | letzte 16     | Rd 1          |               |      |
| FRA     | Pro Tour                              | 1999 | Bremen          | GER  | letzte 32     | Rd 1          |               |      |
| FRA     | Pro Tour                              | 1999 | Rio de Janeiro  | BRA  | Halbfinale    | Gold          |               |      |
| FRA     | Pro Tour                              | 1999 | Zagreb          | HRV  | letzte 32     | letzte 16     |               |      |
| FRA     | Pro Tour                              | 1999 | Hopton-on-Sea   | ENG  | Silber        | Viertelfinale |               |      |
| FRA     | Pro Tour                              | 1999 | Doha            | QAT  | letzte 16     | Viertelfinale |               |      |
| FRA     | Pro Tour                              | 1998 | Sundsvall       | SWE  | letzte 16     | letzte 16     |               |      |
| FRA     | Pro Tour                              | 1998 | Belgrad         | YUG  | letzte 32     | Viertelfinale |               |      |
| FRA     | Pro Tour                              | 1998 | Courmayeur      | ITA  | letzte 32     | Viertelfinale |               |      |
| FRA     | Pro Tour                              | 1998 | Beirut          | LIB  | letzte 16     | Viertelfinale |               |      |
| FRA     | Pro Tour                              | 1998 | Ji' Nan City    | CHN  | letzte 32     | Rd 1          |               |      |
| FRA     | Pro Tour                              | 1998 | Wakayama        | JPN  | letzte 32     | Silber        |               |      |
| FRA     | Pro Tour                              | 1998 | Kota Kinabalu   | MAS  | letzte 32     | letzte 16     |               |      |
| FRA     | Pro Tour                              | 1998 | Zagreb          | HRV  | Viertelfinale | Viertelfinale |               |      |
| FRA     | Pro Tour                              | 1997 | Lyon            | FRA  | letzte 32     | Silber        |               |      |
| FRA     | Pro Tour                              | 1997 | Kalmar          | SWE  | letzte 32     | Rd 1          |               |      |
| FRA     | Pro Tour                              | 1997 | Fort Lauderdale | USA  | letzte 16     | Scratched     |               |      |
| FRA     | Pro Tour                              | 1997 | Rio de Janeiro  | BRA  | letzte 16     | Viertelfinale |               |      |
| FRA     | Pro Tour                              | 1996 | Fort Lauderdale | USA  | Viertelfinale |               |               |      |
| FRA     | Pro Tour                              | 1996 | Rio de Janeiro  | BRA  | Halbfinale    |               |               |      |
| FRA     | Pro Tour Grand Finals                 | 1999 | Sydney          | AUS  | letzte 16     |               |               |      |
| FRA     | Pro Tour Grand Finals                 | 1998 | Paris           | FRA  | letzte 16     | Viertelfinale |               |      |
| FRA     | Pro Tour Grand Finals                 | 1996 | Tian Jin        | CHN  | letzte 16     |               |               |      |
| FRA     | Weltmeisterschaft                     | 2000 | Kuala Lumpur    | MAS  |               |               |               | 25   |
| FRA     | Weltmeisterschaft                     | 1999 | Eindhoven       | NED  | letzte 32     | letzte 64     | letzte 32     |      |
| FRA     | Weltmeisterschaft                     | 1997 | Manchester      | ENG  | letzte 32     | letzte 32     | letzte 32     | 17   |
| FRA     | Weltmeisterschaft                     | 1995 | Tianjin         | CHN  | letzte 128    | letzte 32     | letzte 64     | 13   |
| FRA     | WTC-World Team Cup                    | 1994 | Nimes           | FRA  |               |               |               | 5    |